# Улица Рихарда Зорге (Казань)
У́лица Рихарда Зо́рге (тат. Рихард Зорге урамы) — одна из самых длинных улиц и одна из важнейших магистралей Казани, прямая и широкая по всей длине, в связи с чем, несмотря на название, является де-факто проспектом. Находится на территории Советского и Приволжского районов. Протяженность около 4 км. Направление — с северо-запада на юго-восток. Пересекает улицы: Даурскую, Братьев Касимовых, Проспект Победы, Юлиуса Фучика, Дубравную.

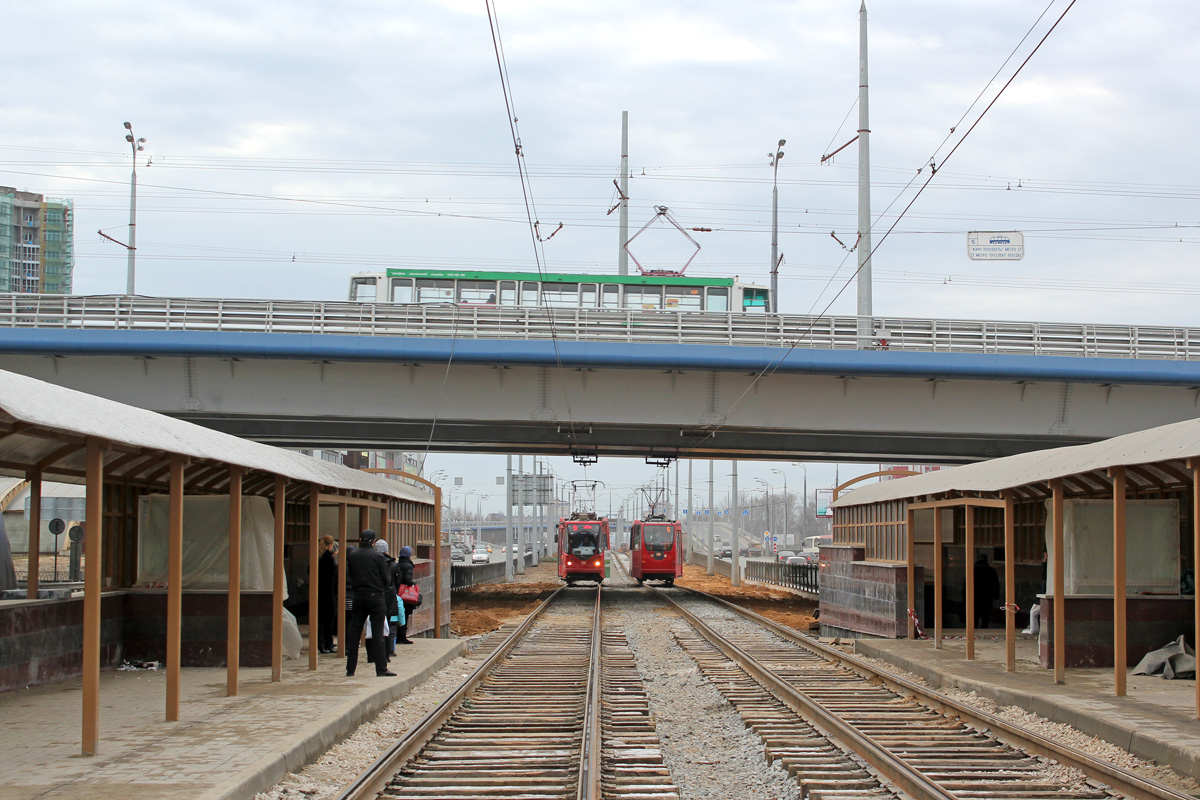
Путепровод, по которому проходит улица Рихарда Зорге, вид с Проспекта Победы

## Название
Названа в честь советского разведчика времен Второй мировой войны, Героя Советского Союза, Рихарда Зорге (1895—1944). На улице установлены два памятника-бюста Рихарду Зорге (во дворе бывшей школы № 79 и в сквере Славы), мемориальный камень в честь разведчика. Также в мае 2005 года установлена мемориальная доска (на доме по адресу: ул. Рихарда Зорге, 47).

## История
Строительство улицы началось в 1960-х годах, так в 1966 году велось строительство здания школы № 79 (дом № 1а), закладывались жилые дома 2, 4, 5, 6, 7, 8, 9, 11, 13, 15.
С 1976 года по улице стали ходить трамваи. С 1981 года на улице построено ряд домов проекта 1-528КП-80ЭК: 28 (1986 год), 48 (1982 год), 75 (1981 год), 89 (1983 год), 99 (1984 год), 119 (1986 год).
В 2012 году перекрёсток с проспектом Победы подвергся реконструкции и проезжая часть стала проходить над проспектом.

## Застройка
По нечетной стороне на территории Советского района — промышленная застройка, рынок «Родина», Аварийно-диспетчерская служба «Казаньгоргаз». По четной стороне — жилые дома, профессиональное училище № 49. На территории Приволжского района — ресторан «Танго», ДЮСШ по плаванию и плавательный бассейн, сквер Славы, Приволжский рынок, оздоровительный комплекс «Дельфин», ЗАГС приволжского района, Гимназия № 21, детская музыкальная школа № 8, реабилитационный центр для детей и подростков с ограниченными возможностями, городская поликлиника № 21.

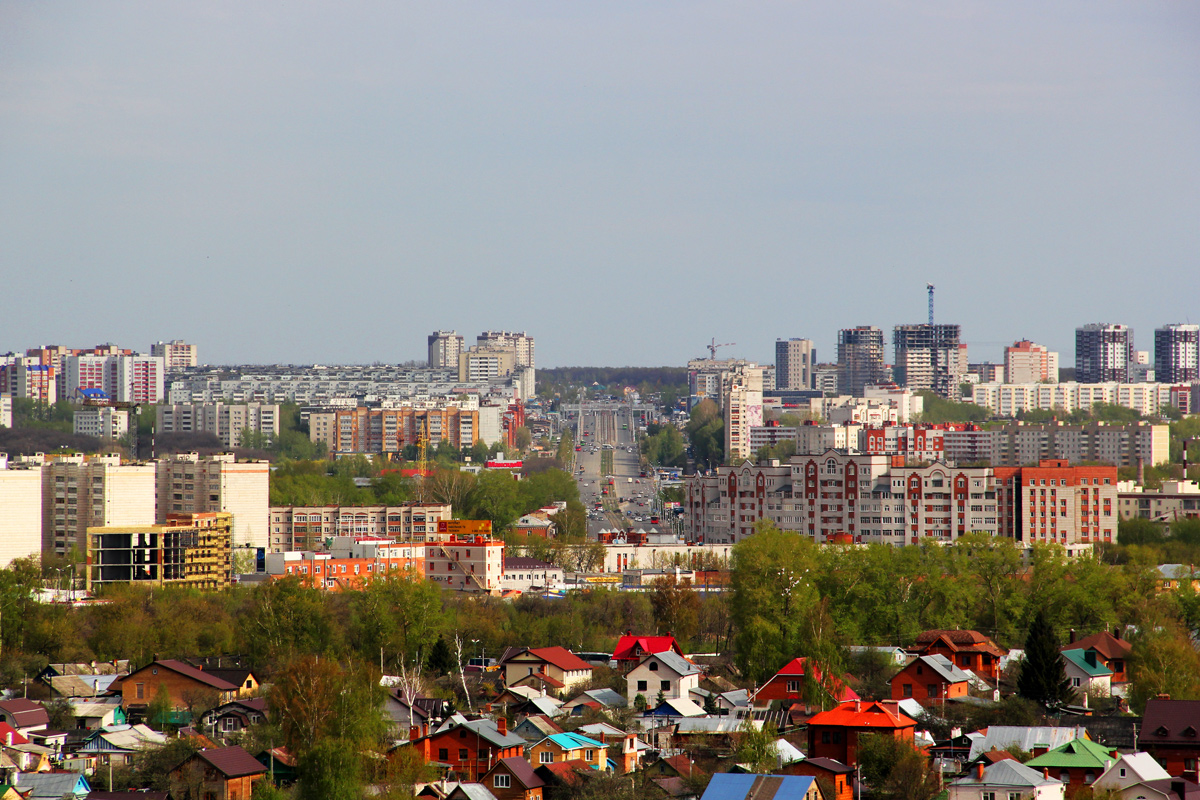
Улица Рихарда Зорге с высоты птичьего полёта

## Природа
Между улицами Р.Зорге, Танковая и Братьев Касимовых находится «Кедровый парк». Он был основан в 1988 году в честь советских бойцов, погибших в Великой Отечественной войне. Парк был создан по инициативе и под руководством Г. Ш. Камалетдинова, ветерана Великой Отечественной войны, кандидата сельскохозяйственных наук. В парке можно увидеть не только кедры, но и многие другие уникальные деревья: орех маньчжурский, бархат амурский, пробковое дерево, каштан, голубую ель, лиственницу сибирскую, горную сосну, таволгу, тую, жасмин и многие другие. В 1992 году парк взят под охрану государства как памятник природы регионального значения.

## Транспорт
На улице Р. Зорге расположены 3 станции метро: «Горки», «Проспект Победы» и «Дубравная». По улице также проходят автобусные, трамвайные (четвёртый), троллейбусные (пятый, девятый и двенадцатый) маршруты.